# Billy Raymond
Billy Raymond (Paisley, 6 de enero de 1938-15 de mayo de 2013) fue un artista escocés-australiano.

## Biografía
Nació como Raymond Jamieson Hubner el 6 de enero de 1938 en Paisley (Escocia). Fue el segundo hijo de May y Lawrence Hubner. Raymond se convirtió en un niño de coro Paisley Abbey y fue llamado Maravilloso Niño Soprano de Escocia antes que su voz se quebrara. De joven, Raymond reunió experiencia teatral realizando presentaciones a nivel local durante los años 1950 mientras estudiaba en la Real Academia Escocesa de Música y Drama (RSAMD).
Raymond murió de cáncer de pulmón el 14 de mayo de 2013.